# ドイツ文化闘争同盟
ドイツ文化闘争同盟（Kampfbund für deutsche Kultur、KfdK）は、かつて存在したドイツの文化・芸術団体。設立者はアルフレート・ローゼンベルク。旧称は国民社会主義ドイツ文化協会（Nationalsozialistische Gesellschaft für deutsche Kultur、NGDK）。1928年にアルフレート・ローゼンベルクによって設立された。